# Светско првенство у пливању у малим базенима 1999.
Светско првенство у пливању у малим базенима 1999. (енгл. 4th FINA World Swimming Championships (25m); кин: 1999年世界短道游泳錦標賽) је било четврто по реду светско првенство у пливању у малим базенима (базени дужине 25 метара) одржано у организацији Међународне федерације водених спортова (FINA). Такмичење је одржано у периоду 1 — 4. април 1999, на базену спортске дворане Hong Kong Coliseum, на локалитету Каулун у кинеском аутономном округу Хонгконгу. На првенству је учествовало до тада рекордних 516 такмичара из 61 земље. У односу на првенство у Гетеборгу 1997, такмичарски програм је проширен за чак 8 нових дисицплина, по 4 у обе конкуренције (уведене су спринтерске трке прсним, леђним и делфин стилом, те трке на 100 метара мешовитим стилом).
Најуспешнија нација на првенству је по трећи пут за редом била Аустралија чији такмичари су освојили чак 27 медаља, од чега 9 златних.  На другом месту су били такмичари из Јапана са 9 медаља (6 златних), док су пливачи из Велике Британије освојили 13 медаља (4 златне) и пласирали се на треће место листе успешности. Међу освајачима медаља се нашла укупно 21 нација.
Најуспешнији такмичар у мушкој конкуренцији био је аустралијски репрезентативац Мајкл Клим са освојених 5 медаља (два злата и 3 сребра), док је његов сународних Метју Дан освојио два злата и једно сребро, наставивши тако доминацију у тркама мешовитим стилом. По две златне медаље освојили су још и Кубанац Родолфо Фалкон, Британац Марк Фостер и Швеђанин Ларс Фреландер.
Такмичење у женској конкуренцији је протекло у поптуној доминацији јапанских такмичарки, а најсупешнија међу њима је била Масами Танака која је освојила 4 златне медаље. Њена сународница Мај Накамура је освојила 3 златне и једну сребрну медаљу, а идентичан учинак је имала и Американка Џени Томпсон. Занимљиво је да су то уједно биле и једине медаље освојене за амерички тим те године. Словакиња Мартина Моравцова освојила је три златне медаље.
Тадашњу СР Југославију је представљао српски пливач Владан Марковић који је заузео 26. место у квалификацијама трке на 100 метара делфин стилом.
На такмичењу је постављено 6 нових светских рекорда.

## Освајачи медаља

### Мушкарци
| Дисциплина         |                                                                               | Резултат   |                                                                         | Резултат   |                                                                    | Резултат |
| 50 м слободно      | Марк Фостер Велика Британија                                                  | 21.81      | Хосе Меоланс Аргентина                                                  | 21.84      | Марк Венс Холандија                                                | 21.88    |
| 100 м слободно     | Ларс Фреландер Шведска                                                        | 47.05      | Мајкл Клим Аустралија                                                   | 47.49      | Бартош Кизјеровски Пољска                                          | 47.75    |
| 200 м слободно     | Ијан Торп Аустралија                                                          | 1:43.28 СР | Мајкл Клим Аустралија                                                   | 1:43.78    | Питер ван ден Хогенбанд Холандија                                  | 1:44.39  |
| 400 м слободно     | Грант Хакет Аустралија                                                        | 3:35.01 СР | Ијан Торп Аустралија                                                    | 3:35.64    | Масимилијано Росолино Италија                                      | 3:42.81  |
| 1500 м слободно    | Грант Хакет Аустралија                                                        | 14:32.87   | Грејем Смит Велика Британија                                            | 14:45.41   | Данијел Ковалски Аустралија                                        | 14:51.44 |
|                    |                                                                               |            |                                                                         |            |                                                                    |          |
| 50 м леђно         | Родолфо Фалкон Куба                                                           | 24.34      | Маријуш Сјембида Пољска                                                 | 24.41      | Метју Велш Аустралија                                              | 24.70    |
| 100 м леђно        | Родолфо Фалкон Куба                                                           | 52.44      | Метју Велш Аустралија                                                   | 52.45      | Маријуш Сјембида Пољска                                            | 53.27    |
| 200 м леђно        | Џош Вотсон Аустралија                                                         | 1:54.67    | Марк Версфелд Канада                                                    | 1:55.42    | Сергеј Остапчук Русија                                             | 1:55.61  |
|                    |                                                                               |            |                                                                         |            |                                                                    |          |
| 50 м прсно         | Дмитриј Крајевски Украјина                                                    | 27.40      | Патрик Исаксон Шведска                                                  | 27.57      | Ремо Литолф Швајцарска                                             | 27.59    |
| 100 м леђно        | Патрик Исаксон Шведска                                                        | 59.69      | Доменико Фјораванти Италија                                             | 59.88      | Морган Кнаби Канада                                                | 59.93    |
| 200 м прсно        | Фил Роџерс Аустралија                                                         | 2:08.72    | Рајан Мичел Аустралија                                                  | 2:08.73    | Дмитриј Коморников Русија                                          | 2:09.18  |
|                    |                                                                               |            |                                                                         |            |                                                                    |          |
| 50 м делфин        | Марк Фостер Велика Британија                                                  | 23.61      | Џанг Ћанг Кина                                                          | 23.87      | Јорис Кајзер Холандија                                             | 23.96    |
| 100 м делфин       | Ларс Фреландер Шведска                                                        | 51.45      | Мајкл Клим Аустралија                                                   | 51.56      | Џејмс Хикман Велика Британија                                      | 51.60    |
| 200 м делфин       | Џејмс Хикман Велика Британија                                                 | 1:52.71    | Такаши Јамамото Јапан                                                   | 1:54.68    | Денис Силантијев Украјина                                          | 1:55.41  |
|                    |                                                                               |            |                                                                         |            |                                                                    |          |
| 100 м мешовито     | Јани Сиевинен Финска                                                          | 54.18      | Метју Дан Аустралија                                                    | 54.77      | Јакоб Андерсен Данска                                              | 55.05    |
| 200 м мешовито     | Метју Дан Аустралија                                                          | 1:55.81    | Џејмс Хикман Велика Британија                                           | 1:56.51    | Маркел Вауда Холандија                                             | 1:58.63  |
| 400 м мешовито     | Метју Дан Аустралија                                                          | 4:06.05    | Маркел Вауда Холандија                                                  | 4:09.29    | Фредерик Вид Шпанија                                               | 4:10.92  |
|                    |                                                                               |            |                                                                         |            |                                                                    |          |
| 4 × 100 м слободно | Аустралија Крис Фидлер Тод Пирсон Ијан Торп Мајкл Клим                        | 3:11.21    | Холандија Марк Венс Јохан Кенкхојс Маркел Вауда Питер ван ден Хогенбанд | 3:11.57 KР | Шведска Дан Линдстрем Ларс Фреландер Матијас Охлин Данијел Карлсон | 3:12.69  |
| 4 × 200 м слободно | Холандија Питер ван ден Хогенбанд Јохан Кенкхојс Мартајн Зојдвег Маркел Вауда | 7:04.48 KР | Велика Британија Гавин Медоуз Сјон Брин Пол Палмер Едвард Синклер       | 7:07.20    | Канада Марк Џонстон Брајан Џонс Рик Сеј Јаник Лупен                | 7:08.02  |
| 4 × 100 м мешовито | Аустралија Метју Велш Фил Роџерс Мајкл Клим Крис Фидлер                       | 3:29.88 СР | Шведска Матијас Охлин Патрик Исаксон Данијел Карлсон Ларс Фреландер     | 3:30.32 KР | Велика Британија Нил Вили Дарен Мју Џејмс Хикман Сјон Брин         | 3:32.25  |

### Жене
| Дисциплина         |                                                                    | Резултат   |                                                                      | Резултат |                                                                  | Резултат   |
| 50 м слободно      | Инге де Бројн Холандија                                            | 24.35 KР   | Џени Томпсон Сједињене Државе                                        | 24.57    | Алисон Шепард Велика Британија                                   | 24.97      |
| 100 м слободно     | Џени Томпсон Сједињене Државе                                      | 53.24      | Зандра Велкер Немачка                                                | 53.76    | Сју Ролф Велика Британија                                        | 53.78      |
| 200 м слободно     | Мартина Моравцова Словачка                                         | 1:56.11    | Цајни Ћин Кина                                                       | 1:57.26  | Јосефин Лилхаге Шведска                                          | 1:57.46    |
| 400 м слободно     | Надежда Чемезова Русија                                            | 4:05.23    | Цајни Ћин Кина                                                       | 4:06.34  | Џоана Малар Канада                                               | 4:06.83    |
| 800 м слободно     | Хуа Чен Кина                                                       | 8:20.13    | Рејчел Харис Аустралија                                              | 8:23.36  | Флавија Ригамонти Швајцарска                                     | 8:26.38    |
|                    |                                                                    |            |                                                                      |          |                                                                  |            |
| 50 м леђно         | Зандра Велкер Немачка                                              | 27.63      | Мај Накамура Јапан                                                   | 27.73    | Кели Макмилан Аустралија                                         | 28.29      |
| 100 м леђно        | Мај Накамура Јапан                                                 | 58.67      | Кели Стефанишин Канада                                               | 1:00.43  | Ерин Гамел Канада                                                | 1:00.49    |
| 200 м леђно        | Мај Накамура Јапан                                                 | 2:06.49    | Хелен Дон Данкан Велика Британија                                    | 2:08.18  | Кели Стефанишин Канада                                           | 2:09.51    |
|                    |                                                                    |            |                                                                      |          |                                                                  |            |
| 50 м прсно         | Масами Танака Јапан                                                | 30.80      | Пени Хејнс Јужна Африка                                              | 30.88    | Хан Сјуе Кина                                                    | 31.24      |
| 100 м прсно        | Масами Танака Јапан                                                | 1:06.38    | Пени Хејнс Јужна Африка                                              | 1:06.47  | Саманта Рајли Аустралија                                         | 1:07.50    |
| 200 м прсно        | Масами Танака Јапан                                                | 2:20.22 СР | Пени хејнс Јужна Африка                                              | 2:24.27  | Ћи Хуеј Кина                                                     | 2:25.05    |
|                    |                                                                    |            |                                                                      |          |                                                                  |            |
| 50 м делфин        | Џени Томпсон Сједињене Државе                                      | 26.18      | Ана Карин Камерлинг Шведска                                          | 26.21    | Инге де Бројн Холандија                                          | 26.41      |
| 100 м делфин       | Џени Томпсон Сједињене Државе                                      | 57.65      | Јохана Шеберг Шведска                                                | 57.74    | Ајари Аојама Јапан                                               | 58.29      |
| 200 м делфин       | Мете Јакобсен Данска                                               | 2:06.52 KР | Петрија Томас Аустралија                                             | 2:06.53  | Софија Сков Данска                                               | 2:08.29    |
|                    |                                                                    |            |                                                                      |          |                                                                  |            |
| 100 м мешовито     | Мартина Моравцова Словачка                                         | 1:00.20 KР | Лори Мунц Аустралија                                                 | 1:01.40  | Оксана Веревка Русија                                            | 1:01.55    |
| 200 м мешовито     | Мартина Моравцова Словачка                                         | 2:08.55 KР | Јана Клочкова Украјина                                               | 2:10.67  | Лори Мунц Аустралија                                             | 2:11.48    |
| 400 м мешовито     | Јана Клочкова Украјина                                             | 4:32.32    | Џоана Малар Канада                                                   | 4:34.90  | Лоурдес Бесера Шпанија                                           | 4:38.44    |
|                    |                                                                    |            |                                                                      |          |                                                                  |            |
| 4 × 100 м слободно | Велика Британија Алисон Шепард Клер Хадарт Карен Пикеринг Сју Ролф | 3:36.88    | Холандија Тамар Хенекен Вилма ван Хофвеген Хантал Грот Инге де Бројн | 3:39.40  | Аустралија Лори Мунц Ребека Криди Мелани Дод Сара Рајан          | 3:39.82    |
| 4 × 200 м слободно | Шведска Јосефин Лилхаге Ловис Јенке Јохана Шеберг Малин Сванстрем  | 7:51.70 СР | Велика Британија Клер Хударт Карен Лег Никола Џексон Карен Пикеринг  | 7:53.98  | Аустралија Лори Мунц Јасинта ван Линт Ребека Криди Џијан Руни    | 7:55.81    |
| 4 × 100 м мешовито | Јапан Мај Накамура Масами Танака Ајари Аојама Сумика Минамото      | 3:57.62 СР | Аустралија Џијан Руни Саманта Рајли Петрија Томас Лори Мунц          | 4:00.37  | Шведска Тересе Алсхамар Марија Естлинг Јохана Шеберг Ловис Јенке | 4:00.84 KР |

## Биланс медаља
| Позиција    | Држава           | Злато | Сребро | Бронза | Укупно |
| ----------- | ---------------- | ----- | ------ | ------ | ------ |
| 1           | Аустралија       | 9     | 11     | 7      | 27     |
| 2           | Јапан            | 6     | 2      | 1      | 9      |
| 3           | Велика Британија | 4     | 5      | 4      | 13     |
| 4           | Шведска          | 4     | 4      | 3      | 11     |
| 5           | Сједињене Државе | 3     | 1      | 0      | 4      |
| 6           | Словачка         | 3     | 0      | 0      | 3      |
| 7           | Холандија        | 2     | 3      | 5      | 10     |
| 8           | Украјина         | 2     | 1      | 1      | 4      |
| 9           | Куба             | 2     | 0      | 0      | 2      |
| 10          | Кина             | 1     | 3      | 2      | 6      |
| 11          | Њемачка          | 1     | 1      | 0      | 2      |
| 12          | Русија           | 1     | 0      | 3      | 4      |
| 13          | Данска           | 1     | 0      | 2      | 3      |
| 14          | Финска           | 1     | 0      | 0      | 1      |
| 15          | Канада           | 0     | 3      | 5      | 8      |
| 16          | Јужна Африка     | 0     | 3      | 0      | 3      |
| 17          | Пољска           | 0     | 1      | 2      | 3      |
| 18          | Италија          | 0     | 1      | 1      | 2      |
| 19          | Аргентина        | 0     | 1      | 0      | 1      |
| 20          | Швајцарска       | 0     | 0      | 2      | 2      |
| 20          | Шпанија          | 0     | 0      | 2      | 2      |
| Укупно (21) | Укупно (21)      | 40    | 40     | 40     | 120    |